# Formele groep
In de algebraïsche getaltheorie, de algebraïsche topologie en de groepentheorie, deelgebieden van de wiskunde, is een formele groepenwet ruwweg een formele machtreeks, die zich als een product van een lie-groep gedraagt. De formele groepen werden in 1946 door Salomon Bochner gedefinieerd. Formele groep betekent soms hetzelfde als de formele groepenwet, maar staat soms voor een de verschillende algemene vormen ervan. Formele groepen zijn een tussenvorm tussen lie-groepen, of algebraïsche groepen, en lie-algebra's. 